# Hans Woellke
Hans Otto Woellke (* 18. Februar 1911 in Bischofsburg, Ermland, Ostpreußen; † 22. März 1943 bei Chatyn, Nähe Minsk, Weißrussland) war ein deutscher Leichtathlet.

## Leben
Woellke gewann bei den Olympischen Spielen 1936 in Berlin das Kugelstoßen (15,96 - 14,76 - 15,72 - 15,90 - 16,20 m - 14,98). Der Wettkampfverlauf wurde auch im Olympiafilm von Leni Riefenstahl dargestellt.
Der Titel von Hans Woellke war der erste deutsche Leichtathletik-Olympiasieg in Männerwettbewerben. Außerdem gewann Hans Woellke bei den Europameisterschaften 1938 in Paris die Bronzemedaille im Kugelstoßen (15,45 - 15,19 - 15,52 m - 14,94 - 14,32 - 15,03). Bei den Europameisterschaften 1934 in Turin hatte er den achten Platz belegt (14,67 m).
Hans Woellke startete für den Polizei SV Berlin und trainierte bei Wilhelm Landmesser. In seiner Wettkampfzeit war er 1,78 m groß und 105 kg schwer. Hans Woellke war Polizist und wurde für seinen Olympiasieg vom Revieroberwachtmeister zum Polizeileutnant befördert.
Im Zweiten Weltkrieg war er Hauptmann der Schutzpolizei in einem Regiment der Ordnungspolizei in Guba (Weißrussland). Nach seinem Tod, als Folge eines Gefechts bei Chatyn mit Partisanen, wurde er von Adolf Hitler und Heinrich Himmler zum Major der Schutzpolizei befördert. Sein Tod war der Grund für die am selben Tag durchgeführte Strafaktion, bei der 149 Zivilisten von Chatyn, darunter 75 Kinder, bei lebendigem Leibe verbrannt wurden.
Sein Grab befand sich auf dem Ehrenfriedhof Minsk (Moskauer Str., Grab 28, Reihe 22, Westseite). Auf der Nordseite der heutigen Moskauer Chaussee befindet sich nun ein zu Zeiten der Sowjetunion angelegter Friedhof; auf der Südseite der Chaussee, dem alten Standort des Wehrmachtsfriedhofs, wurden Bäume gepflanzt. Gräber sind dort keine mehr erkennbar.